# الترشيح الروسي لكأس العالم 2018
أعلنت روسيا عزمها التقدم لاستضافة كأس العالم في أوائل عام 2009، وقدمت طلبها إلى الاتحاد الدولي لكرة القدم في الوقت المناسب. وقد أبدى الرئيس الروسي فلاديمير بوتين اهتمامًا كبيرًا بالعرض وذهب إلى حد أمر وزير الرياضة فيتالي موتكو بإعداد محاولة لروسيا لاستضافة كأس العالم 2018. وفقًا لتقرير قدمه سابقًا فيتالي موتكو، الذي شغل أيضًا منصب رئيس الاتحاد الروسي لكرة القدم، فإن البلاد مستعدة لإنفاق حوالي 10 مليارات دولار أمريكي على البطولة. في أكتوبر 2010، انسحبت روسيا رسميًا من السباق لاستضافة كأس العالم 2022. في 2 ديسمبر 2010، تم اختيار روسيا كدولة مضيفة لكأس العالم 2018.
تم تضمين 14 مدينة في الاقتراح الحالي، والذي يقسمها إلى 6 مجموعات مختلفة: واحدة في الشمال، تتمركز في سانت بطرسبرغ، وهي مجموعة مركزية، تتمحور حول موسكو، وهي مجموعة جنوبية، تتمركز في سوتشي، ومجموعة نهر الفولغا. تم الاستشهاد بمدينة واحدة فقط خارج جبال الأورال، وهي يكاترينبورغ. والمدن الأخرى هي: كالينينغراد في الكتلة الشمالية، روستوف على نهر الدون وكراسنودار في الكتلة الجنوبية وياروسلافل، نيجني نوفغورود، قازان، سارانسك، سامارا وفولغوغراد في كتلة نهر الفولغا.
لم يكن يوجد في البلاد حاليًا ملعب بسعة 80 ألف متفرج، لكن الترشيح يدعو إلى توسيع ملعب لوجنيكي في موسكو بسعة تزيد قليلاً عن 78 ألف مقعد، إلى أكثر من 89 ألف مقعد. تأمل روسيا في أن تكون خمسة ملاعب جاهزة لاستضافة مباريات كأس العالم جاهزة بحلول عام 2013، اثنان في موسكو وملعب واحد في كل من سانت بطرسبرغ، قازان وسوتشي، والتي استضافت دورة الألعاب الأولمبية الشتوية 2014. في أكتوبر 2011، خفضت روسيا عدد الملاعب من 16 إلى 14. ألغيت الحكومة الإقليمية بناء الملعب المقترح في منطقة موسكو، بودولسك، ويتنافس ملعب سبارتاك مع ملعب دينامو الذي سيتم تشييده أولاً.

## الوفد

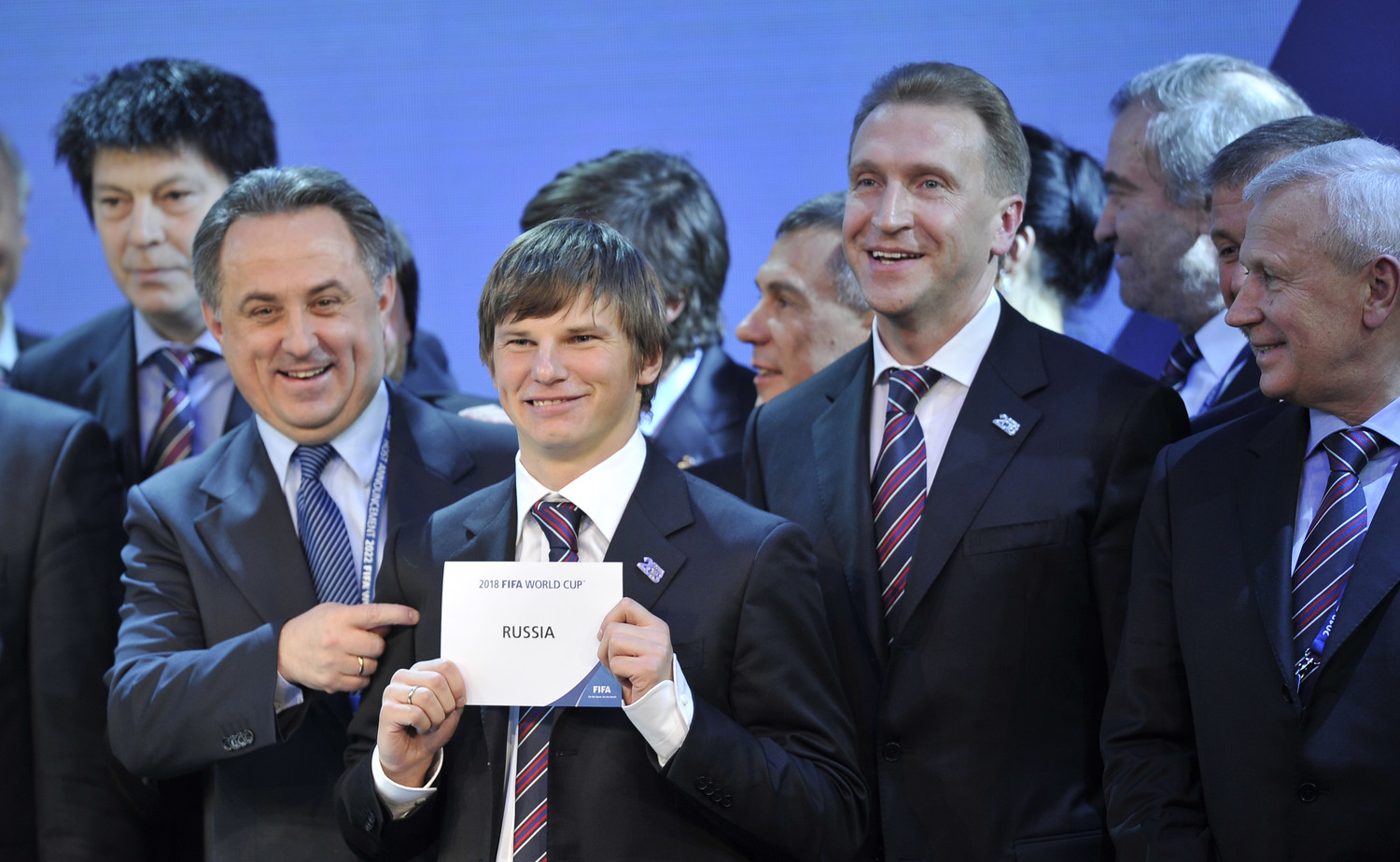
الوفد الروسي يحتفل بفوزه بشرف استضافة منافسات كأس العالم.

ضم الوفد الرسمي الذي قدم طلبًا إلى اللجنة التنفيذية ايغور شوفالوف (النائب الأول لرئيس الوزراء)، فيتالي موتكو (وزير الرياضة والسياحة وسياسة الشباب)، أليكسي سوروكين (مدير الاتحاد الروسي لكرة القدم)، أندريه أرشافين (قائد منتخب روسيا)، يلينا ايزينبايفا (البطلة الأولمبية في ألعاب القوى).
بالإضافة إلى فياتشيسلاف كولوسكوف (موظف كرة القدم)، نيكيتا سيمونيان (نائب رئيس الاتحاد الروسي لكرة القدم)، وسيرجي فورسينكو (رئيس الاتحاد الروسي لكرة القدم)، وأليكسي سميرتين (القائد السابق لمنتخب روسيا) رينات داساييف (حارس مرمى منتخب الاتحاد السوفيتي)، رومان أبراموفيتش (رجل أعمال)، آنا نيتريبكو (مغنية أوبرا)، فاليري جيرجيف (قائد أوركسترا)، ناتاليا فوديانوفا (عارضة أزياء).
قال النائب الأول لرئيس الوزراء في الحكومة الروسية ايغور شوفالوف، وهو يقدم طلبًا إلى الاتحاد الدولي لكرة القدم لاستضافة كأس العالم 2018: «باختيار روسيا، لا تخاطر بأي شيء. من الناحية السياسية، تعتبر روسيا بلدًا مستقرًا للغاية؛ ومن الناحية المالية، لدينا موارد واحتياطيات كبيرة للوفاء بأي التزامات».